# كريبية ملتبسة
كريبية ملتبسة (الاسم العلمي:Craibia dubia) هي نوع من النباتات يتبع جنس الكريبية من الفصيلة البقولية.